# Criolita
La criolita (del grec κρύος (krýos, gebre, gel), i λίθος (líthos, pedra) és un mineral de la classe dels halurs (segons la classificació de Strunz) que se sol fer servir en el procés d'obtenció d'alumini. Pertany i dona nom al subgrup de la criolita. Va ser descrita per primera vegada el 1799 a partir d'un dipòsit en Ivittuut, a Groenlàndia.

## Característiques
La criolita és un halur amb fórmula Na₃AlF₆, que cristal·litza en el sistema monoclínic. El material incolor desapareix, aparentment, sota l'aigua a causa de la proximitat dels seus índexs de refracció. És un mineral soluble en solució de clorur d'alumini (AlCl₃) i en àcid sulfúric (H₂SO₄) amb evolució de HF, la qual és verinosa. Insoluble en aigua.
Històricament, la criolita s'ha fet servir com a mena d'alumini i més tard en el processament electrolític de la bauxita.
Segons la classificació de Nickel-Strunz, la criolita pertany a «03.CB - Halurs complexos, nesoaluminofluorurs» juntament amb els següents minerals: criolitionita, elpasolita, simmonsita, colquiriïta, weberita, karasugita, usovita, pachnolita, thomsenolita, carlhintzeïta i yaroslavita.

## Formació i jaciments
En estat natural es troba de manera majoritària a Ivittuut (Groenlàndia) on hi havia una mina d'extracció que va tenir el seu punt màxim d'extracció a la dècada dels vuitanta. Degut a les grans quantitats requerides per la indústria i que no podien ser cobertes per aquesta mina, actualment la criolita es crea artificialment a partir de sals d'alumini i d'àcid fluorhídric, la qual cosa va fer que la mina d'Ivittut s'acabés abandonant. Actualment és inundada d'aigua, però constitueix una de les atraccions turístiques del país.
Es troba associada a topazi, quars, pacnolita, fluorita, chiolita i a minerals del grup feldespat.